# Saiko Blondie 2005
Saiko: Blondie 2005 es el primer DVD En Directo grabado por el grupo musical Saiko, registrado el 25 de octubre de 2005, ante aproximadamente 500 fanes, en la Discoteque Blondie. Este DVD +CD contiene los temas de sus trabajos anteriores interpretados por la banda, adémás incluye el cover de Demis Roussos "Morir Al Lado De Mi Amor".
En este evento, Saiko contó con la participación del cantante Quique Neira en la canción "Otra Vez" y con Coty Aboitiz en los teclados y varias secuencias de la mayoría de los temas incluidos en el DVD.
Este pack además del DVD que cuenta con 18 videos de los temas interpretados por la banda, 7 videoclips y fotografías de la banda, contiene un CD con 15 canciones de las 18 interpretadas por la banda ese día en Discoteque Blondie.
Fue publicado en junio de 2006, el cual alcanzó a ser disco de oro por las 2.500 copias vendidas, cifra que es todo un récord en la venta de DVD en Chile.

## Disco Uno: DVD

### Temas
1. "La Fábula"
2. "Happy Hour"
3. "100 Mil Vientos"
4. "Hola"
5. "Express"
6. "Debilidad"
7. "Azar"
8. "Hoy"
9. "Morir Al Lado De Mi Amor" (Cover de Demis Roussos)
10. "Amor Que No Es"
11. "Mi Felicidad"
12. "Otra Vez"
13. "Las Horas"
14. "El Cielo Entre Tus Manos"
15. "Lo Que Mereces"
16. "Cuando miro en tus ojos"
17. "Limito Con El Sol"
18. "Pausa"

### VideoClips
1. "Cuando miro en tus ojos"
2. "Happy Hour"
3. "Limito Con El Sol"
4. "Azar"
5. "Lo Que Mereces"
6. "Debilidad 2.0"
7. "Luz Mágica"

### Extras
- Fotografías

Fabián Fuenzalida Huerta (Doro)
En esos años conocido como el fotógrafo "Doro 
Photo"
Actualmente www.fotogrfofuenzalida.cl
- Web Link

https://sites.google.com/view/fotografofuenzalida/servicios#h.sn3xuqaeamyp
https://sites.google.com/view/fotografofuenzalida/trabajos#h.trm996n2bykb

## Disco Dos: CD
1. "La fábula"
2. "Happy hour"
3. "Express"
4. "Debilidad"
5. "Azar"
6. "Morir al lado de mi amor"
7. "Amor que no es"
8. "Mi felicidad"
9. "Otra vez"
10. "Las horas"
11. "El cielo entre tus manos"
12. "Lo que mereces"
13. "Cuando miro en tus ojos"
14. "Limito con el sol"
15. "Pausa"

## Créditos
- Pablo Nalegach: Dirección
- Denisse Malebrán: Voz
- Luciano Rojas: Guitarras
- Javier Torres: Batería
- Esteban Torres: Bajo
- Quique Neira: Voces en "Otra Vez"
- Rodrigo Aboitiz: Teclado y Programaciones